# Jangcshon-ku
Jangcshon-ku (hangul:  양천구, handzsa: 陽川區, RR: Yangcheon-gu) Szöul 25 kerületének egyike. Mok-tong (Mok-dong) népszerű bevásárlónegyed, számos nagy bevásárlóközponttal, mint a Hyundai Department Store vagy a Mokdong Outlet.

## Tongok(Dongok)
- Mok-tong (Mok-dong) (목동, 木洞) 1, 2, 3, 4, 5
- Sindzsong-tong (Sinjeong-dong) (신정동, 新亭洞) 1, 2, 3, 4, 5, 6, 7
- Sinvol-tong (Sinwol-dong) (신월동, 新月洞) 1, 2, 3, 4, 5, 6, 7